# Volucella macrocephala
Volucella macrocephala is een vliegensoort uit de familie van de zweefvliegen (Syrphidae). De wetenschappelijke naam van de soort is voor het eerst geldig gepubliceerd in 1892 door Giglio-Tos.